# ماوانا، استرالیای جنوبی
ماوانا (به انگلیسی: Moana) یک حومه شهر در استرالیا است که در استرالیای جنوبی واقع شده‌است.